# Harrasbach
Der Harrasbach ist ein etwa 4,8 km langer, nördlicher und linker Zufluss der Unteren Bära im baden-württembergischen Landkreis Tuttlingen.

## Geographie

### Verlauf

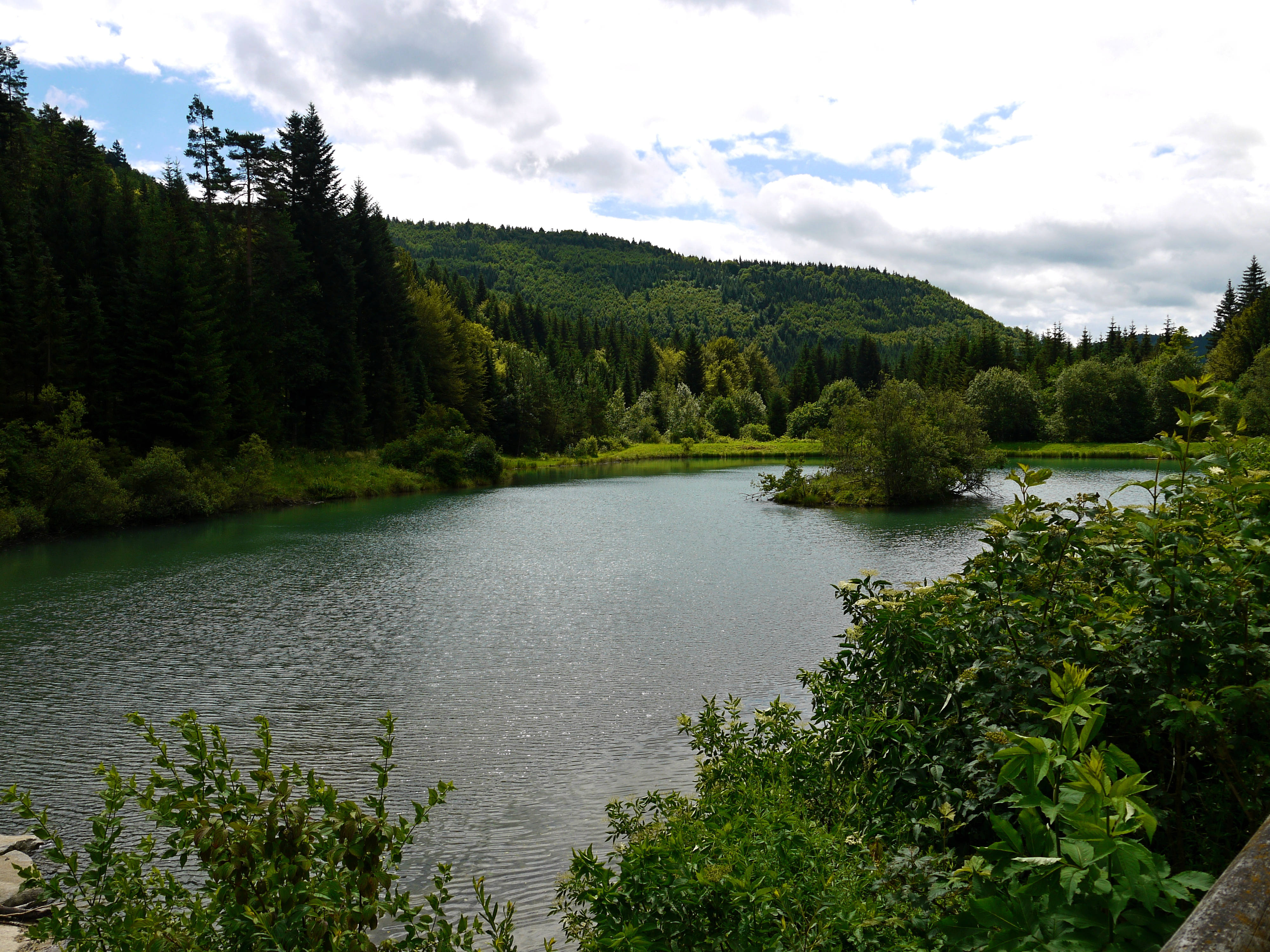
Harrassee

Der Harrasbach entspringt auf einer Höhe von ca. 900 m ü. NHN im Hölltäle auf der Gemarkung von Deilingen.
Er fließt von dort zunächst nach Nordosten, später nach Süden in einem großen Bogen um den Berg Breithalb und dann weiter in südliche Richtung durch das nur Harres oder Harras genannte Tal. Auf der Fließstrecke nimmt er zahlreiche kleinere Quellbäche sowie die Zuflüsse Wackerstähle und Kesselgraben auf. Nach etwa drei Vierteln der gesamten Fließstrecke fließt der Bach in den künstlich angestauten Harrassee.
Unterhalb des Sees öffnet sich das Tal in das Tal der Unteren Bära. Der Bach passiert den Wehinger Ortsteil Harras im Osten, unterquert die Schmelzlestraße und die Landesstraße 433 und mündet dann auf einer Höhe von 751,6 m ü. NHN von links und Norden in die Untere Bära.
Der 4,8 km lange Lauf des Harrasbachs endet etwa 148 Höhenmeter unterhalb seiner Quelle, er hat somit ein mittleres Sohlgefälle von etwa 31 ‰.

### Einzugsgebiet
Das Einzugsgebiet ist rund 8,4 km² groß und gehört naturräumlich gesehen zur Hohen Schwabenalb. Sein höchster Punkt liegt im Westen auf dem Wandbühl auf 1006 m ü. NHN.
Es grenzt im Norden an das Einzugsgebiet des Neckarzuflusses Schlichem. Dieser Abschnitt ist also Teil der Europäischen Hauptwasserscheide zwischen Donau und Schwarzem Meer diesseits und Rhein und Nordsee jenseits. Im Osten grenzt das Einzugsgebiet des Kohlstattbrunnenbachs an. Im Süden grenzt es an das Einzugsgebiet der Unteren Bära mit ihren Zuflüssen Reichenbach und Stebbach.
Geologisch stehen im gesamten Einzugsgebiet Schichten des Oberjuras an.

## Naturschutz und Schutzgebiete
Der Harrasbach fließt durch das Landschaftsschutzgebiet Hintere Harrasbachtalwiesen und durch ein Teilgebiet des FFH-Gebiets Großer Heuberg und Donautal und das Vogelschutzgebiet Südwestalb und Oberes Donautal. Eine seiner Quellen, das Neubrünnele bei Tanneck ist als Naturdenkmal Sinterkalkim Harrasbachtal ausgewiesen.

### LUBW
Amtliche Online-Gewässerkarte mit passendem Ausschnitt und den hier benutzten Layern: Karte von Lauf und Einzugsgebiet des Harrasbachs

Allgemeiner Einstieg ohne Voreinstellungen und Layer: Daten- und Kartendienst der Landesanstalt für Umwelt Baden-Württemberg (LUBW) (Hinweise)
1. 1 2 3  Höhe ermittelt über WPS-Prozess (Geländehöhe).
2. ↑  Länge nach dem Layer Gewässernetz (AWGN).
3. ↑  Einzugsgebiet nach dem Layer Basiseinzugsgebiet (AWGN).
4. ↑  Schutzgebiete nach den einschlägigen Layern, Natur teilweise nach dem Layer Biotop.

### Andere Belege
1. ↑  Friedrich Huttenlocher: Geographische Landesaufnahme: Die naturräumlichen Einheiten auf Blatt 178 Sigmaringen. Bundesanstalt für Landeskunde, Bad Godesberg 1959. → Online-Karte (PDF; 4,3 MB)
2. ↑  Geologie nach den Layern zu Geologische Karte 1:50.000 auf: Mapserver des Landesamtes für Geologie, Rohstoffe und Bergbau (LGRB) (Hinweise)